# 旺庆多尔济
旺庆多尔济（？—？），蒙古族，察哈尔盟镶黄旗（今属内蒙古自治区锡林郭勒盟）人。中华民国大陆时期内蒙古政治人物。

## 生平
旺庆多尔济是察哈尔镶黄旗人。任1947年1月4日的察哈尔省盟旗文化福利委员会委员兼文化组长，后来出任中国国民党察哈尔蒙旗党部镶黄旗党部书记长。